# Scuole di specializzazione di area sanitaria
Nell'ordinamento universitario italiano le Scuole di specializzazione in area sanitaria sono corsi di specializzazione per i laureati in Medicina e Chirurgia, eccetto che le Classi di Odontoiatria, Farmaceutica e Fisica sanitaria alle quali accedono, rispettivamente, i laureati in Odontoiatria e Protesi dentaria, Farmacia (o CTF) e Fisica. Le Scuole di specializzazione di area sanitaria afferiscono in tre aree: Area Medica, Area Chirurgica e Area dei Servizi Clinici che a loro volta sono suddivise in "Classi di specializzazione".

## Area Medica
| Classe                                            | Tipologia                                    | Durata in anni |
| ------------------------------------------------- | -------------------------------------------- | -------------- |
| Medicina clinica generale e specialistica         | Medicina interna                             | 5              |
| Medicina clinica generale e specialistica         | Medicina d'Emergenza-Urgenza                 | 5              |
| Medicina clinica generale e specialistica         | Geriatria                                    | 4              |
| Medicina clinica generale e specialistica         | Medicina dello sport e dell'esercizio fisico | 4              |
| Medicina clinica generale e specialistica         | Medicina termale                             | 4              |
| Medicina clinica generale e specialistica         | Oncologia medica                             | 5              |
| Medicina clinica generale e specialistica         | Medicina di comunità e delle cure primarie   | 4              |
| Medicina clinica generale e specialistica         | Allergologia e Immunologia clinica           | 4              |
| Medicina clinica generale e specialistica         | Dermatologia e Venereologia                  | 4              |
| Medicina clinica generale e specialistica         | Ematologia                                   | 4              |
| Medicina clinica generale e specialistica         | Endocrinologia e Malattie del metabolismo    | 4              |
| Medicina clinica generale e specialistica         | Scienza dell'alimentazione                   | 4              |
| Medicina clinica generale e specialistica         | Malattie dell'apparato digerente             | 4              |
| Medicina clinica generale e specialistica         | Malattie dell'apparato cardiovascolare       | 4              |
| Medicina clinica generale e specialistica         | Malattie dell'apparato respiratorio          | 4              |
| Medicina clinica generale e specialistica         | Malattie infettive e tropicali               | 4              |
| Medicina clinica generale e specialistica         | Nefrologia                                   | 4              |
| Medicina clinica generale e specialistica         | Reumatologia                                 | 4              |
| Neuroscienze e Scienze cliniche del comportamento | Neurologia                                   | 4              |
| Neuroscienze e Scienze cliniche del comportamento | Neuropsichiatria infantile                   | 4              |
| Neuroscienze e Scienze cliniche del comportamento | Psichiatria                                  | 4              |
| Medicina clinica dell'età evolutiva               | Pediatria                                    | 5              |

### Classe delle Specializzazioni in Medicina Clinica Generale e Specialistica
Lo specialista in Medicina Interna deve aver maturato conoscenze teoriche, scientifiche e professionali nei campi della fisiopatologia medica, della semeiotica medica funzionale e strumentale, della metodologia clinica, della medicina basata sulle evidenze, della clinica medica generale e della terapia medica con specifica competenza nella medicina d’urgenza e pronto soccorso, geriatria e gerontologia, allergologia e immunologia clinica.
Lo specialista in Medicina d’Emergenza-Urgenza deve avere maturato conoscenze teoriche, scientifiche e professionali nei campi del primo inquadramento diagnostico e il primo trattamento delle urgenze mediche, chirurgiche e traumatologiche e quindi deve avere competenze professionali e scientifiche nel campo della fisiopatologia, clinica e terapia delle urgenze ed emergenze mediche, oltre che della epidemiologia e della gestione dell'emergenza territoriale.
Lo specialista in Geriatria deve avere conoscenze teoriche, scientifiche e professionali riguardo alla cura del paziente anziano in tutti i suoi aspetti, aii processi di invecchiamento normale e patologico e della condizione di fragilità e disabilità dell’anziano, alla demografia e all'epidemiologia dell’invecchiamento, alla fisiopatologia, alla clinica e al trattamento delle malattie acute e croniche dell’anziano e delle grandi sindromi geriatriche, alla medicina preventiva, alla riabilitazione e alle cure palliative per il paziente anziano, alle metodiche di valutazione e di intervento multidimensionale nell’anziano.
Lo specialista in Medicina dello Sport e dell’esercizio fisico deve avere conoscenze teoriche, scientifiche e professionali relative alla medicina delle attività fisico-motorie e sportive, con prevalente interesse alla tutela della salute dei praticanti tali attività in condizioni fisiologiche e patologiche.
Lo specialista in Medicina Termale deve aver maturato conoscenze teoriche, scientifiche e professionali in fisiopatologia medica, in semeiotica clinica funzionale e strumentale, in metodologia clinica, in medicina basata sull’evidenza, in statistica sanitaria applicate alle cure termali.
Lo specialista in Oncologia Medica deve avere conoscenze teoriche, scientifiche e professionali per la diagnosi, il trattamento, il follow-up e l’assistenza globale del paziente neoplastico nelle varie fasi di malattia. 
Lo specialista in Medicina di Comunità e delle Cure Primarie deve avere conoscenze teoriche, scientifiche e professionali nei campi della diagnosi, cura e riabilitazione delle malattie acute e croniche con particolare riferimento al contesto della rete di cure primarie.
Lo specialista in Allergologia e Immunologia Clinica deve avere conoscenze teoriche, scientifiche e professionali nel campo della fisiopatologia, clinica e terapia delle malattie a patogenesi immunologica e/o allergologica.
Lo specialista in Dermatologia e Venereologia deve conoscenze teoriche, scientifiche e professionali nel campo della anatomia, genetica, statistica, istocitopatologia, fisiopatologia, allergologia, microbiologia, virologia e
micologia medica, clinica e terapia delle malattie cutanee dell’età evolutiva e dell’età adulta, delle patologie infettive di preminente interesse cutaneo, della dermatologia chirurgica, della farmacologia generale ed applicata, della angiologia dermatologica, delle malattie sessualmente trasmesse, della fotodermatologia diagnostica e terapeutica, della medicina
legale applicata alla dermatologia, dell'Oncologia dermatologica.
Lo specialista in Ematologia deve avere conoscenze teoriche, scientifiche e professionali per riconoscere, diagnosticare e curare tutte le malattie del sangue e degli organi emopoietici, per assistere gli altri specialisti nel riconoscimento, la diagnosi e la cura delle complicazioni o alterazioni ematologiche delle altre malattie, per svolgere funzioni di medicina trasfusionale.
Lo specialista in Endocrinologia e Malattie del Metabolismo deve avere conoscenze teoriche, scientifiche e professionali nel campo della fisiopatologia e clinica delle malattie del sistema endocrino comprese le patologie
neoplastiche.
Lo specialista in Scienza dell’alimentazione deve avere conoscenze teoriche, scientifiche e professionali nel campo dell'alimentazione e nutrizione, composizione e proprietà strutturali e "funzionali" degli alimenti, metodi di
analisi dei principali componenti alimentari, valutazione della qualità igienica e nutrizionale degli alimenti, identificazione delle malattie trasmesse con gli alimenti e conoscenza della legislazione relativa, nonché conoscere la definizione dei bisogni in energia e nutrienti per il singolo individuo e per la popolazione, il ruolo degli alimenti nel soddisfare i bisogni di energia e nutrienti dell'uomo, la valutazione dello stato di nutrizione e dei fabbisogni di energia e nutrienti per il singolo individuo sano e per la popolazione nelle varie fasce di età, lo studio dei disturbi del comportamento alimentare, delle patologie nutrizionali a carattere ereditario, delle allergie alimentari, le indagini sui consumi alimentari dell'individuo e della popolazione; le indagini sui consumi alimentari dell'individuo e della popolazione, e
l’organizzazione dei servizi di sorveglianza nutrizionale e di ristorazione collettiva le procedure di valutazione e collaudo dei processi produttivi alimentari relativamente agli aspetti biologici e controllo dei punti critici, l’organizzazione dei servizi riguardanti l'alimentazione e la nutrizione umana.
Lo specialista in Malattie dell’Apparato Digerente deve avere maturato conoscenze teoriche, scientifiche e professionali nel campo dell’epidemiologia, della patofisiologia, della clinica e della terapia delle malattie e dei tumori
dell’apparato digerente, del fegato, delle vie biliari e del pancreas esocrino.
Lo specialista in Malattie dell’Apparato Cardiovascolare deve avere conoscenze teoriche, scientifiche e professionali nel campo della fisiopatologia, clinica e terapia delle malattie cardiovascolari comprendenti anche le cardiopatie congenite.
Lo specialista in Malattie dell'Apparato Respiratorio deve aver conoscenze teoriche, scientifiche e professionali nel campo della fisiopatologia, clinica, prevenzione e terapia delle malattie dell'apparato respiratorio, delle
neoplasie polmonari, dell’insufficienza respiratoria, della tubercolosi, delle allergopatie respiratorie e dei disturbi respiratori del sonno. 
Lo specialista in Nefrologia deve aver conoscenze teoriche, scientifiche e professionali nel campo della fisiopatologia e clinica delle malattie del rene e delle vie urinarie.

### Classe delle Specializzazioni in Neuroscienze e Scienze Cliniche del Comportamento
Lo specialista in Neurologia deve avere conoscenze teoriche, scientifiche e professionali nel campo dei sintomi e dei segni clinico-strumentali con cui si manifestano le malattie del sistema nervoso, anche nell’età senile e deve
avere acquisito un orientamento clinico nell’ambito della neurologia dello sviluppo e deve saper curare i malati neurologici o con complicanze neurologiche includenti le alterazioni del sistema nervoso centrale, periferico e del muscolo.
Lo specialista in Neuropsichiatria Infantile deve avere conoscenze teoriche, scientifiche e professionali nel campo della semeiotica funzionale e strumentale, della metodologia clinica, dei trattamenti farmacologici, psicoterapici
e riabilitativi per poter effettuare la presa in carico globale dei soggetti affetti da patologie neuro-psichiatriche dell’età evolutiva, deve conoscere le problematiche psicosociali delle malattie croniche dell’età evolutiva e deve aver
acquisito conoscenza dei principi di tutela e promozione della salute mentale e di prevenzione delle malattie neuropsichiche e di lotta allo stigma nell’età evolutiva; deve aver conseguito una approfondita conoscenza sui rapporti fra patologie internistiche o chirurgiche e disturbi mentali e sulle problematiche relative alla psichiatria di consultazione e collegamento in età evolutiva.
Lo specialista in Psichiatria deve avere conoscenze teoriche, scientifiche e professionali nel campo della psichiatria biologica e clinica e della psicoterapia, deve avere conseguito una opportuna formazione relativa al rapporto
medico-paziente, deve possedere una corretta conoscenza degli aspetti psicologici e psicopatologici, eziopatogenetici, diagnostici, clinici e prognostici delle malattie psichiatriche delle età giovanile, adulta e senile, dei disturbi di personalità e delle farmaco-tossico-dipendenze, deve avere conoscenza dei correlati sociali delle stesse, dei principi di tutela e promozione della salute mentale e di lotta allo stigma, degli aspetti etici e giuridici della professione, e in particolare della responsabilità professionale e della legislazione psichiatrica e deve avere acquisito approfondite conoscenze sui rapporti tra patologie internistiche o chirurgiche e disturbi mentali, sulle problematiche relative alla psichiatria di consultazione e collegamento ed alla medicina psicosomatica; deve avere competenze tecniche per trattare i vari quadri clinici, adoperare correttamente le varie classi di psicofarmaci, integrare i diversi trattamenti psichiatrici, approntare progetti di prevenzione, presa in carico, cura e riabilitazione; deve avere conoscenza delle basi teoriche e delle tecniche delle varie forme di psicoterapia individuale, familiare, di gruppo e acquisire gli strumenti professionali per l’esercizio di specifiche forme strutturate di psicoterapia.

### Classe delle Specializzazioni in Medicina Clinica dell'età evolutiva
Lo specialista in Pediatria è competente in pediatria generale, in pediatria internisitca e nelle branche specialistiche, adolescentologia, allergologia e immunologia pediatrica, broncopneumologia pediatrica, cardiologia pediatrica, endocrinologia e in diabetologia pediatrica, ematooncologia pediatrica, gastroenterologia ed epatologia pediatrica, nutrizione pediatrica, genetica clinica, infettivologia pediatrica, malattie metaboliche ereditarie del bambino, nefrologia pediatrica, in neonatologia e terapia intensiva neonatale, in neurologia pediatrica, in pediatria d'urgenza e cure
intensive, reumatologia pediatrica, terapia antalgica e in cure palliative pediatriche.

## Area Chirurgica
| Classe                                | Tipologia                                     | Durata in anni |
| ------------------------------------- | --------------------------------------------- | -------------- |
| Chirurgie generali e specialistiche   | Chirurgia generale                            | 5              |
| Chirurgie generali e specialistiche   | Chirurgia pediatrica                          | 5              |
| Chirurgie generali e specialistiche   | Chirurgia Plastica, Ricostruttiva ed Estetica | 5              |
| Chirurgie generali e specialistiche   | Ginecologia ed Ostetricia                     | 5              |
| Chirurgie generali e specialistiche   | Ortopedia e Traumatologia                     | 5              |
| Chirurgie generali e specialistiche   | Urologia                                      | 5              |
| Chirurgie del distretto Testa e Collo | Chirurgia Maxillo-Facciale                    | 5              |
| Chirurgie del distretto Testa e Collo | Neurochirurgia                                | 5              |
| Chirurgie del distretto Testa e Collo | Oftalmologia                                  | 4              |
| Chirurgie del distretto Testa e Collo | Otorinolaringoiatria                          | 4              |
| Chirurgie Cardio-toracico-vascolari   | Cardiochirurgia                               | 5              |
| Chirurgie Cardio-toracico-vascolari   | Chirurgia Toracica                            | 5              |
| Chirurgie Cardio-toracico-vascolari   | Chirurgia Vascolare                           | 5              |

### Classe delle Specializzazioni in Chirurgie generali e specialistiche
Lo specialista in Chirurgia generale deve avere conoscenze teoriche, scientifiche e professionali nel campo della fisiopatologia, della semeiotica funzionale e strumentale e della clinica chirurgica generale; ha inoltre specifica competenza nella chirurgia d’urgenza, pronto soccorso e del trauma, nella chirurgia dell’apparato digerente tradizionale, endoscopica e mini-invasiva, nella endocrinochirurgia, nella chirurgia oncologica e nella chirurgia sostitutiva, ricostruttiva e dei trapianti d’organo.
Lo specialista in Chirurgia pediatrica deve avere conoscenze teoriche, scientifiche e professionali nel campo della chirurgia pediatrica; oltre che nella fisiopatologia, nella semeiotica funzionale e strumentale e nella terapia chirurgica tradizionale e mini-invasiva dell’età neonatale e pediatrica.
Lo specialista in Chirurgia Plastica, Ricostruttiva ed Estetica deve avere acquisito conoscenze teoriche, scientifiche e professionali nel campo della fisiopatologia, clinica e terapia delle malformazioni, dei traumi, delle neoplasie e di tutte le altre patologie che provocano alterazioni morfologiche e funzionali.
Lo specialista in Ginecologia e Ostetricia deve avere competenze teoriche, scientifiche e professionali nel campo della Fisiopatologia, della Clinica e della Terapia delle malattie dell'apparato genitale femminile e della funzione
Riproduttiva.
Lo specialista in Ortopedia e Traumatologia deve avere competenze teoriche e sviluppato capacità pratico professionali nel campo della fisiopatologia e terapia medica e chirurgica (correttivo-conservativa, ricostruttiva e sostitutiva) delle malattie dell'apparato locomotore nell'età pediatrica e adulta con specifici campi di competenza nella semeiotica funzionale e strumentale, nella metodologia clinica e nella terapia in Ortopedia, nella Chirurgia della Mano e nella Traumatologia compresa la Traumatologia dello Sport.
Lo specialista in Urologia deve avere competenze teoriche, scientifiche e professionali nel campo della anatomia, della fisiopatologia, della semeiotica funzionale e strumentale e della clinica dell'apparato urinario e genitale maschile e femminile e del surrene.

### Classe delle Specializzazioni delle Chirurgie del distretto Testa e Collo
Lo specialista in Chirurgia maxillo-facciale deve avere competenze teoriche, scientifiche e professionali nel campo della fisiopatologia, clinica e terapia delle malattie del distretto oro-maxillo-facciale e del distretto cervicale in età pediatrica ed adulta.
Lo specialista in Neurochirurgia deve avere competenze teoriche e sviluppato capacità pratico-professionali nella anatomia normale e patologica, della fisiologia e fisiopatologia del sistema nervoso centrale e periferico, della diagnostica clinica e strumentale e della terapia di competenza chirurgica nelle patologie congenite ed acquisite cranio-encefaliche, vertebro-midollari e dei nervi periferici, nell’età pediatrica ed adulta.
Lo specialista in Oftalmologia deve avere competenze teoriche, scientifiche e professionali nel campo dell'ottica fisiopatologia, della fisiopatologia, clinica e terapia delle malattie dell'apparato visivo, in età pediatrica ed adulta. 
Lo specialista in Otorinolaringoiatria deve avere competenze teoriche, scientifiche e professionali nel campo della fisiopatologia, clinica e terapia delle malattie del distretto cranio-cervicale in età pediatrica ed adulta.

### Classe delle Specializzazioni in Chirurgie Cardio-toracico-vascolari
Lo specialista in Cardiochirurgia deve avere competenze teoriche, scientifiche e professionali nel campo della fisiopatologia, della semeiotica funzionale, della patologia e della clinica chirurgica dell’apparato cardiovascolare. 
Lo specialista in Chirurgia Toracica deve avere competenze teoriche, scientifiche e professionali nel campo della fisiopatologia, della diagnostica clinica e strumentale, della clinica delle malattie dell’apparato respiratorio, del cuore e dei grossi vasi, dell’esofago, del mediastino e della parete toracica, di interesse chirurgico.
Lo specialista in Chirurgia Vascolare deve avere competenze teoriche, scientifiche e professionali nel campo della fisiopatologia, della diagnostica clinica e strumentale, della clinica, della terapia medica, endovascolare, chirurgica e riabilitativa delle malattie del sistema vascolare.

## Area Servizi Clinici
| Classe                                  | Tipologia                                               | Durata in anni |
| --------------------------------------- | ------------------------------------------------------- | -------------- |
| Medicina Diagnostica e di Laboratorio   | Anatomia Patologica                                     | 4              |
| Medicina Diagnostica e di Laboratorio   | Microbiologia e Virologia                               | 4              |
| Medicina Diagnostica e di Laboratorio   | Patologia Clinica e Biochimica Clinica                  | 4              |
| Diagnostica per immagini e Radioterapia | Radiodiagnostica                                        | 4              |
| Diagnostica per immagini e Radioterapia | Radioterapia                                            | 4              |
| Diagnostica per immagini e Radioterapia | Medicina nucleare                                       | 4              |
| Servizi Clinici specialistici           | Anestesia, Rianimazione, Terapia Intensiva e del Dolore | 5              |
| Servizi Clinici specialistici           | Audiologia e foniatria                                  | 4              |
| Servizi Clinici specialistici           | Medicina fisica e riabilitativa                         | 4              |
| Servizi Clinici specialistici biomedici | Genetica medica                                         | 4              |
| Servizi Clinici specialistici biomedici | Farmacologia e Tossicologia Clinica                     | 4              |
| Sanità Pubblica                         | Igiene e Medicina Preventiva                            | 4              |
| Sanità Pubblica                         | Medicina del Lavoro                                     | 4              |
| Sanità Pubblica                         | Medicina Legale                                         | 4              |
| Sanità Pubblica                         | Statistica sanitaria e Biometria                        | 3              |
| Odontoiatria                            | Chirurgia orale                                         | 3              |
| Odontoiatria                            | Ortognatodonzia                                         | 3              |
| Odontoiatria                            | Odontoiatria Pediatrica                                 | 3              |
| Farmaceutica                            | Farmacia ospedaliera                                    | 4              |
| Fisica sanitaria                        | Fisica Medica                                           | 3              |

### Classe delle Specializzazioni in Medicina Diagnostica e di Laboratorio
Lo specialista in Anatomia Patologica deve aver maturato conoscenze teoriche, scientifiche e professionali nel campo della patologia sistematica anatomopatologica autoptica, macroscopica, microscopica, ultrastrutturale e molecolare,
finalizzate alla specifica attività assistenziale propria dell’anatomopatologo ed all’attività peritale.
Lo specialista in Microbiologia e Virologia deve avere competenze teoriche, scientifiche e professionali nel campo della batteriologia, virologia, micologia e parassitologia medica.
Lo specialista in Patologia Clinica e Biochimica Clinica deve avere competenze teoriche, scientifiche e professionali, comprese le relative attività assistenziali, nel campo della patologia diagnostico-clinica e della metodologia di laboratorio in citologia, citopatologia, immunoematologia e patologia genetica e nella applicazione diagnostica delle metodologie cellulari e molecolari in patologia umana.

### Classe delle Specializzazioni in Diagnostica per immagini e Radioterapia
Lo specialista in Radiodiagnostica deve avere competenze in radiologia tradizionale e digitale, angiografia diagnostica e terapeutica, tomografia computerizzata, risonanza magnetica, ecografia e densitometria ossea ed essere in
grado di eseguire un numero complessivo di esami diagnostici da soddisfare gli obiettivi didattici stabiliti.
Lo specialista in Radioterapia deve avere capacità metodologica in relazione alla clinica, al management del paziente ed alle decisioni diagnostico/terapeutiche che garantiscano un approccio generale ed unitario alla soluzione dei problemi clinici. In particolare in radioterapia con fasci esterni (con acceleratore lineare, telecobaltoterapia e simulatore), brachiterapia, dosimetria e piani di trattamento.
Lo specialista in Medicina nucleare deve avere competenze teoriche e pratiche sulle proprietà fisiche dell’atomo per studi di metabolismo e di funzione, fisiologici e fisiopatologici, ed in particolare per la diagnosi ed il trattamento di malattie con sorgenti radioattive non sigillate.

### Classe delle Specializzazioni in Servizi Clinici specialistici
Lo specialista in Anestesia, Rianimazione, Terapia Intensiva e del Dolore sviluppa conoscenze teoriche, scientifiche e professionali, condivise nella pratica clinica sia con la classe della Medicina che con quella delle Chirurgie, 
Lo specialista in Audiologia e Foniatria deve possedere le abilità professionali e l’attitudine necessaria ad ottemperare agli standard nazionali ed europei connessi con la pratica clinica della disciplina.
Lo specialista in Medicina Fisica e Riabilitativa deve avere competenze scientifiche e professionali nel campo della fisiologia, fisiopatologia, clinica e terapia delle Menomazioni, Disabilità nonché delle possibilità di partecipazione della persona disabile alla vita sociale e delle condizioni ambientali che la condizionano secondo le indicazioni contenute nella International Classification of Functioning, Disability and Health (ICF) dell’Organizzazione Mondiale della Sanità. Egli deve prendere in carico globalmente la persona disabile, saper condurre il lavoro di un Team di Riabilitazione per portarlo alla definizione, ed alle periodiche verifiche, di un Progetto Riabilitativo Individuale, e dei singoli Programmi che lo costituiscono.

### Classe delle Specializzazioni in Servizi Clinici specialistici biomedici
Lo specialista in Genetica Medica deve avere competenze scientifiche e professionali nel settore della Genetica Medica, Clinica e di Laboratorio e deve essere in grado di riconoscere e diagnosticare le malattie genetiche. 
Lo specialista in Farmacologia e Tossicologia Clinica deve aver acquisito le conoscenze essenziali di tipo teorico, tecnico e applicativo per la previsione e la valutazione delle risposte ai farmaci ed ai tossici nei sistemi biologici e
nell’uomo in condizioni normali e patologiche, ed essere preparato a svolgere le relative attività di supporto alle attività assistenziali generali e specialistiche.

### Classe delle Specializzazioni in Sanità Pubblica
Lo specialista in Igiene e Medicina Preventiva deve avere competenze tecniche, scientifiche e professionali
nei campi della medicina preventiva, dell'educazione sanitaria e promozione della salute, della programmazione, organizzazione e valutazione delle tecnologie e dei servizi sanitari, dell’igiene degli alimenti e della nutrizione, dell'igiene e della sicurezza ambientale, dell’igiene e della sicurezza del lavoro, dell'edilizia civile e sanitaria, della statistica medica, dell’epidemiologia, della demografia, dei sistemi informativi sanitari, della legislazione sanitaria, delle prove di efficacia della prevenzione e dell'assistenza sanitaria. Deve acquisire professionalità e competenze relative all’organizzazione dell’assistenza primaria, all’organizzazione ospedaliera ed all’organizzazione della prevenzione primaria e secondaria in collettività ed in strutture sanitarie, sia pubbliche che private.
Lo specialista in Medicina del Lavoro deve aver competenze teoriche, scientifiche e professionali in impiantistica, chimica industriale e tecnologica, statistica e metodologia epidemiologica, fisiologia e psicologia del lavoro, ergonomia, tossicologia, radiobiologia, igiene del lavoro, clinica delle malattie da lavoro, clinica medica e branche specialistiche, terapia, organizzazione del primo soccorso, terapia d'urgenza, medicina legale, scienze giuridiche del
lavoro e della comunicazione, economia e gestione delle imprese.
Lo specialista in Medicina Legale deve soddisfare le esigenze di natura medico-legale del Servizio sanitario nazionale; di collaborazione tecnica con l’amministrazione della giustizia e con gli operatori forensi per accertamenti e valutazioni che richiedono conoscenze mediche e biologiche in rapporto a particolari previsioni di diritto, le esigenze di natura medico legale dell’organizzazione previdenziale pubblica e privata, dell’amministrazione penitenziaria, di enti pubblici, di società di assicurazione e di privati cittadini, le esigenze connesse con la prevenzione, la diagnosi, il trattamento dei comportamenti delinquenziali, le esigenze connesse tramite la conoscenza delle incongruità e degli errori, a correggere i profili di organizzazione relativi ai singoli ed alle unità operative all’interno delle aziende sanitarie e/o ospedaliere. Deve aver maturato conoscenze teoriche, scientifiche e professionali nel campo della medicina applicata alla ricognizione, definizione, accertamento, valutazione di diritti, individuali e collettivi, concernenti la tutela della salute, la libertà personale, l’accesso a fonti di erogazione economica o di servizio previsti nell’ambito dell’organizzazione di assistenza, previdenza, sicurezza sociale pubblica ovvero comunque previste in via integrativa o privatistica.
Lo specialista in Statistica Sanitaria e Biometria deve avere competenze teoriche, scientifiche e professionali nel campo della metodologia epidemiologica e statistica applicata ai problemi sanitari.

### Classe delle Specializzazioni in Odontoiatria
Lo specialista in Chirurgia Orale deve avere competenze teoriche, scientifiche e professionali nel campo della fisiopatologia, dell’istopatologia, della clinica e della terapia delle alterazioni odontostomatologiche di interesse
chirurgico e nel trattamento chirurgico-riabilitativo delle edentulie totali e parziali; sono specifici ambiti di competenza l’istopatologia delle alterazioni flogistiche, displastiche e neoplastiche dento-maxillo-facciali, la fisiopatologia delle atrofie ossee dei mascellari, la semeiotica fisica e strumentale, la metodologia clinica e la terapia chirurgica.
Lo specialista in Ortognatodonzia deve avere competenze teoriche, scientifiche e professionali nel campo della fisiologia e fisiopatologia della crescita, della clinica e della terapia di malocclusioni, disgnazie dento-maxillofacciali, dismorfismi muscolo-scheletrici, disfunzioni temporo-mandibolari, disfunzioni posturali correlate; sono specifici ambiti di competenza la fisiopatologia dento-maxillo-facciale e la semeiotica funzionale e strumentale, la metodologia clinica e la terapia ortognatodontica.
Lo specialista in Odontoiatria Pediatrica deve avere competenze teoriche, scientifiche e professionali relative alla fisiologia della crescita, dello sviluppo psicologico, sociale ed intellettivo del soggetto in età evolutiva e alla fisiopatologia, clinica, terapia e prevenzione delle malattie specialistiche odontostomatologiche in età pediatrica anche nei soggetti affetti da patologie sistemiche; sono specifici ambiti di competenza, oltre alla Odontostomatologia pediatrica, la semeiotica funzionale e strumentale, la fisiopatologia, la clinica e la terapia intercettiva precoce delle malocclusioni.

### Classe delle Specializzazioni in Farmaceutica
Lo specialista in Farmacia Ospedaliera deve avere competenze teoriche, scientifiche e professionali nel campo della farmacia clinica, della farmacoterapia e dell’utilizzo delle tecnologie sanitarie, della farmacoeconomia nonché
della legislazione sanitaria, con particolare riferimento al settore farmaceutico, utili all’espletamento della professione nell’ambito delle strutture farmaceutiche ospedaliere e territoriali del Servizio Sanitario Nazionale. Sono specifici ambiti di competenza la gestione dei farmaci e dei dispositivi medici, la produzione di farmaci anche a carattere sperimentale, l’informazione e documentazione sul farmaco, la vigilanza sui prodotti sanitari, la vigilanza sull’esercizio farmaceutico.

### Classe delle Specializzazioni in Fisica sanitaria
Lo specialista in Fisica Medica deve avere appreso le conoscenze fondamentali di Fisiologia, Biologia, Genetica, Anatomia e Biochimica; avere maturato conoscenze teoriche, sperimentali e professionali nel campo della Fisica delle Radiazioni Ionizzanti e non Ionizzanti e delle tematiche associate di Biofisica, Radiobiologia, Dosimetria, Informatica e di Elettronica applicate alla Medicina, nonché dei Metodi e delle Tecniche di Formazione delle Immagini, con particolare riguardo alla loro elaborazione e trasferimento in rete; avere acquisito le conoscenze fondamentali della teoria dei traccianti di medicina nucleare, di impianti per diagnostica e terapia clinica e dei sistemi informativi di interesse in campo medico; avere appreso i principi e le procedure operative proprie della Radioprotezione e, più in generale, della prevenzione e le relative normative nazionali ed internazionali.